# Aéroport international de Djouba
Pour les articles homonymes, voir JUB.
L'aéroport international de Djouba (code IATA : JUB • code OACI : HSSJ) est le principal aéroport du Soudan du Sud. Il est situé au nord de la ville de Djouba, la capitale du pays.

## Situation
| Rumbek Yei Djouba Malakal |

## Compagnies et destinations
| Compagnies              | Destinations                                                          |
| ----------------------- | --------------------------------------------------------------------- |
| African Express Airways | Nairobi-J. Kenyatta                                                   |
| Badr Airlines           | Khartoum, Wau                                                         |
| EgyptAir                | Le Caire                                                              |
| Ethiopian Airlines      | Addis-Abeba Bole, Bangui, Entebbe                                     |
| Fly540                  | Nairobi-J. Kenyatta                                                   |
| flydubai                | Dubaï                                                                 |
| Golden wings Aviation   | - Aweil, - Entebbe, - Khartoum, - Malakal, - Paloich, - Rumbek, - Wau |
| Kenya Airways           | Khartoum, Nairobi-J. Kenyatta                                         |
| Nova Airways            | Khartoum                                                              |
| Rwandair                | Entebbe, Kigali                                                       |
| Sky Travel and Aviation | Gulu                                                                  |
| Sudan Airways           | Khartoum                                                              |
| Tarco Aviation          | Khartoum                                                              |
| Turkish Airlines        | Istanbul                                                              |
| Uganda Airlines         | Entebbe                                                               |

Édité le 08/10/2018  Actualisé le 08/10/2023